# Saalemförsamlingen i Helsingfors
Saalemförsamlingen i Helsingfors (Saalem Helsingfors)  är en pingstförsamling i Helsingfors i Finland. Församlingen bildades den 5 mars 1928. En grupp av finskspråkiga utträde Filadelfiaförsamlingen och bildade Saalemförsamlingen med Eino I. Manninen som föreståndare.
Saalemförsamlingen i Helsingfors är pingströrelsens största församlingen i Finland med drygt 3 500 medlemmar (2012)

## Föreståndare
- 1928–1967: Eino I. Manninen
- 1967–1971: Veikko Manninen
- 1971–1989: Kai Antturi
- 1989–1996: Seppo Pehkonen
- 1996–1998: Valtter Luoto
- 1998–2012: Klaus Korhonen
- 2012–2022: Mika Yrjölä
- 2022: tf. Ari Kattainen
- 2022–ff: Stefan Sigfrids